# Кондратенко, Виктор Андреевич
Виктор Андреевич Кондратенко (27 января 1911, Харьков, Харьковская губерния, Российская империя — 10 августа 1987, Киев, УССР, СССР) — советский и украинский поэт и сценарист, Член Союза писателей СССР (1940—1987), Участник Великой Отечественной войны.

## Биография
Родился 27 января 1911 года в Харькове. После окончания средней школы поступил в Харьковский институт народного просвещения, который он окончил спустя 5 лет. В 1928 году начал свою литературную деятельность, одновременно с этим работал корреспондентом газеты Красная Армия. В 1941 году в связи с началом ВОВ ушёл добровольцем на фронт и успешно прошёл всю войну. После демобилизации вернулся к своей литературной деятельности, а также начал писать сценарии к кинофильмам (Крепость на колёсах).
Скончался 10 августа 1987 года в Киеве.

## Награды
- Орден Отечественной войны II степени.
- Орден Дружбы народов (22 июля 1982 года).
- Орден Красной Звезды.
- Серебряная медаль имени Александра Фадеева (1972)